# خودفریبی
خود فریبی عبارت از فرایند انکار یا دلیل‌تراشی جهت نپذیرفتن ارتباط، اعتبار یا اهمیت شواهد یا برهان منطقی مخالف است. در خودفریبی، یک فرد خود را طوری در مورد یک حقیقت (یا فقدان حقیقت) متقاعد می‌نماید که هیچ‌گونه دانش فردی یا علائم فریب را از خود آشکار نمی‌سازد.

## تاریخچه مختصر
هرچند تحلیل فرویدی در مورد ذهن‌های آگاه و غیر آگاه در دهه ۷۰ میلادی بر این حوزه غالب بود، بیشتر دانشمندان روان‌شناسی کنجکاو شدند تا بدانند که این دو دنیای ظاهراً مجزا چگونه کنار هم کار می‌کنند. با این حال، به علت نبود مدل‌های مکانیکی در این خط تحقیقاتی، این مباحثه برای مدتی متوقف گردید. بعدها روی تحقیق مسائل مرتبط به بینش در حوزه روان‌شناسی اجتماعی تمرکز صورت گرفت.

## نظریه‌پردازی

### تجزیه و تجلیل
پارادایم سنتی خود فریبی با در نظر داشت فریب درون‌فردی تهیه گردیده‌است که در این نوع فریب، یک فرد (A) عمداً فرد دیگر (B) را وادار می‌کند تا گزاره (p) را باور کند، هرچند خود فرد در واقع به گزاره ({\displaystyle \neg p}) باور دارد (نقیض P‏). چنین فریبی به‌طور عمدی صورت گرفته و مستلزم آن است که فریب دهنده خود به {\displaystyle \neg p} باور داشته باشد و فریب داده شده به p. طبق این مدل سنتی، کسی که خود را فریب می‌دهد باید (۱) دارای باورهای متناقض باشد و (۲) عمداً خود را وادار به باور کردن عقیده‌ای نماید که خود حقیقتاً می‌داند کاذب است.
با این حال، فرایند دلیل‌تراشی، نیت خود فریبی را مبهم می‌سازد. «برایان مکلالین» تشریح می‌نماید که این چنین دلیل‌تراشی‌ها در بعضی شرایط باعث خود فریبی می‌شود. هر گاه فردی که به گزاره (P) معتقد نیست، با انجام برخی کارها عمداً تلاش می‌کند، خود را وادار می‌نماید تا به (P) باور نماید یا به باور کردن به (P) ادامه دهد، در نتیجه این کارها باعث می‌گردد تا فرد به صورت غیرعمدی و با تفکر جانبدارانه به گزاره (p) باور پیدا کند یا به باور کردن به (p) ادامه دهد، از این‌گونه فریب دهی به نام خودفریبی یاد می‌شود. در این نوع فریب نیازی نیست تا فرد نیت فریب دهی داشته باشد.

### روانشناسی
خود فریبی باعث می‌شود تا ماهیت یک فرد و ماهیت «خویشتن» مورد پرسش قرار گیرد، به ویژه از نظر روان‌شناسی غیرمنطقی بودن همان مبنای است که این پارادوکس‌های خود فریبی در آن ریشه دارند. هم‌چنین استدلال شده‌است که تمامی افراد این ظرفیت و «استعداد ویژه» برای فریب دهی را ندارند. با این حال، دلیل‌تراشی تحت تأثیر عوامل زیادی چون اجتماعی شدن، جانبداری‌های شخصی، ترس و فشارهای شناختی قرار دارد. این چنین دلیل‌تراشی‌ها می‌تواند هم با نیت مثبت و هم با نیت منفی صورت گیرد؛ متقاعد کردن یک فرد تا دیدی خوشبینانه نسبت به یک وضعیت منفی داشته باشد و برعکس. در قبال آن، دلیل‌تراشی به تنهایی نمی‌تواند شرایط لازم برای خود فریبی را برآورده سازد، زیرا دلیل تنها یک شکل انطابقی است که فرآیندهای ذهنی می‌توانند به خود بگیرند.

### پارادوکس‌ها
کارهایی که از جانب فیلسوف «آلفرد آر. میلی» انجام شده، معلومات بیشتری پیرامون پارادوکس‌های مشهور تر در خود فریبی را فراهم می‌نماید. دو تا از این پارادوکس‌های مشهور شامل حالت ذهنی خود فریب دهنده و دینامیک خود فریبی است، که از هر کدام از آن‌ها به ترتیب به نام‌های پارادوکس «ایستا» و پارادوکس «پویا/راهبردی» یاد می‌گردند.
میلی مثالی از پارادوکس «ایستا» را به قرار ذیل تشریح می‌کند:
هر گاه یک شخص (A) شخصی دیگر (B) را فریب می‌دهد تا باور نماید که گزاره (P) حقیقت است، در حالی‌که خود شخص (A) حقیقتاً باور دارد که گزاره (P) غلط است، با این حال شخصی دیگر (B) را وادار می‌کند تا باور کند که (P) حقیقت دارد؛ بنابراین، در صورتی‌که یک فرد (A) فرد دیگر (A) (یعنی خودش) را فریب می‌دهد تا باور کند که (P) حقیقت است، این فرد می‌داند یا حقیقتاً باور دارد که (P) غلط است، اما با این حال خود را وادار می‌نماید تا باور کند که (P) حقیقت است. در این حالت، این فرد (A) باید هم‌زمان هم باور داشته باشد که (P) کاذب است و هم باور داشته باشد که (P) صادق است. اما چنین چیزی چگونه ممکن است؟
سپس میلی پارادوکس «پویا/راهبردی» را تشریح می‌نماید:
به‌طور کلی، یک فرد (A) قادر نخواهد بود تا به صورت موفقیت‌آمیز استراتژی فریب‌کارانه خود را روی فرد دیگر (B) اجراء کند، در صورتی‌که این فرد (B) از نیت و برنامه فریب دهنده (A) آگاهی داشته باشد. ظاهراً این امر در صورتی‌که اشخاص A و B یک شخص باشند نیز صدق می‌کند. با در نظر داشت این امکان بالقوه که خودفریب دهنده از نیت و استراتژی خود آگاه است، ظاهراً باعث می‌گردد تا استراتژی فریب موفق نگردد. از سوی دیگر، آن‌گونه که هویداست خودفریب دهنده‌ها معمولاً قادرند استراتژی خودفریبی را بدون این‌که بدانند چه می‌خواهند به صورت موفقیت‌آمیزی اجرا نمایند، این امر مسئله را مبهم می‌سازد؛ چون اجرای مؤثر برنامه‌های به صورت موفقیت‌آمیز ظاهراً در حالت کلی بستگی به شناخت فرد از خود و اهدافش دارد؛ بنابراین، به‌طور کلی یک فرد چگونه می‌تواند با اِعمال استراتژی‌های خود فریبی، خود را فریب دهد؟
این مدل‌ها به این سؤال می‌پردازد که چگونه یک فرد می‌تواند دو عقیده متناقض داشته باشد (پارادوکس «ایستا») و با درنظر داشت این‌که از نیت خود آگاه است چگونه می‌تواند خود را فریب دهد (پارادوکس «پویا/ راهبردی»). تلاش‌ها برای پاسخ دهی به این پرسش‌ها باعث ظهور دو مکتب فکری شده‌است: یک مکتب فکری به این باور است خود فریبی عمداً صورت می‌گیرد (عمدی‌گرایان) و مکتب فکری دیگر این مفهوم را رد می‌کند (غیرعمدی‌گرایان).
عمدی‌گرایان بر این باورند که خود فریبی عمدتاً صورت می‌گیرد، اما در این‌که آیا یک فرد الزاماً باید دارای عقاید متناقض باشد یا نه میان خود اختلاف نظر دارند. این مکتب فکری عناصری از ابعاد جسمانی (مدت زمانی ادامه می‌یابد تا به خودفریب دهنده نفع برساند، احتمال فراموشی کلی فریب را افزایش می‌دهد) و ابعاد روانشناختی (شامل سازی ابعاد مختلف «خود») را در خود فریبی دخیل می‌نماید.
در مقابل، غیرعمدی‌گرایان بر این باورند که خود فریبی‌ها الزاماً اتفاقی نیستند، بلکه در اثر غریزه، اضطراب یا سایر احساسات مرتبط به p برانگیخته می‌شوند. این نگرش خود فریبی را از سوء تفاهم مجزا می‌سازد. افزون بر آن، تفاوت میان «خواب و خیال» و خود فریبی در این است که، خودفریب دهندگان در مقایسه با «تفکر آرزومندانه» ، کاملاً درک می‌کنند که شواهدی علیه باور خودفریبندگیشان وجود دارد، یا شواهد مخالف عقیده خود را بدون این‌که کاملاً درک کنند، دارا بوده، ضد شواهدی به مراتب بزرگتر از ضدشواهد «متفکران آرزومند» است.
هنوز هم پرسش‌ها و مناظرات بی‌شماری در رابطه به پارادوکس‌های خود فریبی وجود دارد و هنوز در رابطه به خود فریبی اتفاق نظری پدیدار نشده‌است.

### نظریه تریورز
نظریه‌هایی مبنی بر این وجود دارد که انسان‌ها در مقابل خود فریبی آسیب‌پذیر هستند چون بیشتر افراد وابستگی‌های احساسی نسبت به باورها دارند که در بعضی موارد ممکن است این وابستگی‌ها غیرمنطقی باشند. برخی زیست‌شناسان تکاملی مانند رابرت تریورز پیشنهاد نموده‌اند که فریب در رفتار انسان‌ها و به‌طور کلی‌تر در رفتار حیوانات، نقشی اساسی ایفا می‌کند. یک فرد بهتر قادر است خود را فریب دهد تا این که بتواند دیگران را به چیزی که حقیقت ندارد قانع کند. هرگاه یک شخص خود را در مورد این حقیقت نادرست قانع می‌سازد، باید حتماً علائم فریب را نیز بپوشاند. ترویرز و همکاران وی («دنیل کریگمن» و «مالکوم اسلاوین») از نظریه «خود فریبی در خدمت فریب» استفاده نمودند تا تشریح نمایند که دونالد ترامپ چگونه قادر بود تا یک «دروغ بزرگ» را با موفقیت کامل بیان کند.
این مفهوم مبتنی بر منطق ذیل است: فریب یک بُعد اساسی ارتباطات در طبیعت است، هم میان گونه‌های مختلف و هم در درون هر کدام از گونه‌ها، علت پیدایش فریب این است تا یک فرد بتواند مزایایی بر فرد دیگر حاصل کند. حیوانات از صداهای هشدار گرفته تا تقلید کردن صدای شخصی دیگر، در تلاش هستند تا زندگی خود را طولانی‌تر نمایند. آن‌هایی که قادر اند فریب را بهتر درک کنند، احتمالاً بیشتر زندگی می‌کنند. در نتیجه، رفتار خود فریبی به این هدف ایجاد گردید تا فریب را بتوان از آن‌هایی که فریب را بخوبی درک می‌کنند بپوشاند، یا آن‌گونه که تریورز می‌گوید: «پنهان کردن حقیقت از خود تا بتوان آنرا از دیگران بیشتر پنهان کرد». در انسان‌ها، آگاهی از این‌که فردی دارای رفتار فریب آمیز است، اغلب از علائم فریب چون حرکت نامنظم سوراخ بینی، پوست سرد و نامطلوب، کیفیت و لحن صدا، حرکات چشم یا چشمک زنی بیش از حد، دانسته می‌شود؛ بنابراین، اگر خود فریبی شخص را قادر سازد تا به فریب‌های خود باور کند، دیگر او این چنین علائم فریب را از خود بروز نداده و به نظر می‌رسد که حقیقت را می‌گوید.
یک فرد می‌تواند از خود فریبی استفاده نموده و بیشتر یا کم‌تر از آنچه در واقع هست عمل نماید. به عنوان مثال، فردی می‌تواند با اعتماد به نفس بیشتر عمل نماید تا نظر کسی را بخود جلب کند یا این‌که می‌تواند با اعتماد به نفس کم‌تر عمل نماید تا از خطراتی چون صیاد خودداری نماید. اگر یک شخص بتواند احساسات و نیات واقعی خود را بخوبی پنهان کند، پس می‌تواند در فریب دادن دیگران نیز موفق شود.
همچنین می‌توان استدلال نمود که توانایی فریب دادن، یا خود را فریب دادن، یک خصیصه انتخابی نیست بلکه پیامد یا محصول فرعی یک خصیصه اساسی تر بنام تفکر انتزاعی است. تفکر انتزاعی باعث ایجاد مزایای تکاملی بیشتری چون رفتار منعطف تر و سازگار تر گردیده و منتج به نو آوری می‌گردد. چون دروغ یک انتزاع است، فرایند ذهنی که این انتزاع را می‌سازد تنها در حیواناتی اتفاق می‌افتد که مغزشان دارای پیچیدگی کافی برای تفکر انتزاعی باشد. افزون بر آن، خود فریبی هزینه شناختی را پایین می‌آورد؛ یعنی، این‌که فردی خود را قانع بسازد که چیزی در واقع حقیقت است، از این‌که همواره فکر کند یا به گونهٔ رفتار کند که آن چیز غلط بوده‌است ساده‌تر است؛ بدین معنی که مغز همواره در مورد این‌که آن چیز حقیقت است یا غلط است فکر نمی‌کند، بلکه فقط خود را قانع می‌سازد که آن چیز غلط در حقیقت درست است.

#### پیامدهای تکاملی
چون فریب وجود دارد، یک فرایند قوی نیز برای تشخیص این‌که چه زمانی فریب‌کاری رخ می‌دهد وجود دارد. در نتیجه، رفتار خود فریبی تکامل می‌یابد تا بتوان علائم فریب‌کاری را به‌گونه‌ای بهتر از دیگران پنهان کرد. وجود فریب‌کاری تشریح می‌نماید که چرا یک توانایی درونی برای خود فریبی وجود دارد تا علائم فریب‌کاری پنهان شود. انسان‌ها بدین منظور خود را فریب می‌دهند تا بتوانند دیگران را بهتر فریب داده و یک مزیت در مقابل آن‌ها بدست آورند. سه دهه از زمانی‌که تریورز نظریهٔ سازگاری خود را پیرامون خود فریبی معرفی نمود می‌گذرد، اما هنوز هم بحث‌های مداومی در مورد این‌که این رفتار دارای مبنای ژنیتیکی است یا خیر در جریان اند.

## ارجاعات
1. ↑  Gur, Ruben C.; Sackeim, Harold A. (1979). "Self-deception: A concept in search of a phenomenon". Journal of Personality and Social Psychology (به انگلیسی). 37 (2): 147–169. doi:10.1037/0022-3514.37.2.147. ISSN 0022-3514.
2. ↑  Balcetis, Emily (January 2008). "Where the Motivation Resides and Self-Deception Hides: How Motivated Cognition Accomplishes Self-Deception". Social and Personality Psychology Compass (به انگلیسی). 2 (1): 361–381. doi:10.1111/j.1751-9004.2007.00042.x. ISSN 1751-9004.
3. 1 2 3 4 5 6  Deweese-Boyd, Ian. "Self-Deception".  In Zalta, Edward N. (ed.). Stanford Encyclopedia of Philosophy.
4. ↑  "Exploring the Possibility of Self-Deception in Belief" by Brian P. McLaughlin. PhilPapers: MCLETP
5. ↑  "The Deceptive Self: Liars, Layers, and Lairs" by Amélie Oksenberg Rorty. PhilPapers: RORTDS-2
6. ↑  Johnston, Mark (1995). "Self-Deception and the Nature of Mind". Philosophy of Psychology: Debates on Psychological Explanation. Cambridge: Blackwell. pp. 63–91. PhilPapers: JOHSAT
7. 1 2  Two Paradoxes of Self-Deception by Alfred R. Mele. PhilPapers: MELTPO-5
8. ↑  Trivers, Robert (2002). Natural Selection and Social Theory: Selected Papers of Robert Trivers. Oxford University Press US. ISBN 978-0-19-513062-1.
9. ↑  Trivers, Robert (1976). "Foreword".  In Dawkins, Richard (ed.). The Selfish Gene (به انگلیسی). Oxford University Press. ISBN 978-0-19-109306-7. OCLC 2681149.
10. ↑  Kriegman, D. , Trivers, R, and Slavin, M. "Leading psychologists explain how Trump's self-delusions make him stunningly effective at predatory deception", The Raw Story, April 6, 2020.
11. ↑  Abe, Nobuhito; Okuda, Jiro; Suzuki, Maki; Sasaki, Hiroshi; Matsuda, Tetsuya; Mori, Etsuro; Tsukada, Minoru; Fujii, Toshikatsu (December 1, 2008). "Neural Correlates of True Memory, False Memory, and Deception". Cerebral Cortex (به انگلیسی). 18 (12): 2811–2819. doi:10.1093/cercor/bhn037. ISSN 1047-3211. PMC 2583150. PMID 18372290.

### کتب
- Hållén, Elinor (2011). A Different Kind of Ignorance: Self-Deception as Flight from Self-Knowledge. Diss. Uppsala: Uppsala Universitet. ISBN 978-91-506-2206-5.
- Leadership and Self Deception, by Arbinger Institute. ISBN 978-1-57675-977-6
- Anatomy of Peace: Resolving the Heart of Conflict, by Arbinger Institute. ISBN 978-1-57675-334-7
- McLaughlin, Brian P. & Amélie Oksenberg Rorty (eds.) (1988). Perspectives on Self-Deception. California UP: Berkeley etc. PhilPapers: MCLPOS
- Trivers, R. (2011). The Folly of Fools: The Logic of Deceit and Self-Deception in Human Life. Basic Books. ISBN 978-0-465-02755-2

### ژورنال‌ها
- Teorema, Vol. XXVI/3, Monographic on Self-Deception: Conceptual Issues, Autumn 2007
- Behavioral and Brain Sciences, Vol. 20 (1), 1997.
- Van Leeuwen, D. S. Neil (2007). "The Spandrels of Self-Deception: Prospects for a Biological Theory of a Mental Phenomenon". Philosophical Psychology. 20 (3): 329–348. doi:10.1080/09515080701197148.
- Gadsby, Stephen, (2021), "Imposter Syndrome and Self-Deception", Australasian Journal of Philosophy. doi:10.1080/00048402.2021.1874445